# Ван Дер Бик, Джеймс
Джеймс Ван Дер Бик (англ. James Van Der Beek; род. 8 марта 1977 года, Чешир, Коннектикут, США) — американский актёр, наиболее известный по роли Доусона Лири в сериале «Бухта Доусона» (1998—2003).

## Биография
Джеймс Ван Дер Бик родился в городе Чешир, Коннектикут, в семье бывшей танцовщицы и менеджера в телефонной компании. Когда ему исполнилось пятнадцать лет, он попросил мать отвезти его в Нью-Йорк, чтобы начать карьеру актёра. Вскоре он дебютировал на Бродвее в пьесе Эдварда Олби Finding the Sun, а в возрасте семнадцати лет уже исполнил главную роль в мюзикле «Шенандоа» и дебютировал на экране в фильме «Ангус».
В начале 1997 года Ван Дер Бик прошёл кастинг сразу на три пилота телесериалов, среди которых был и «Бухта Доусона», где он получил роль центрального персонажа — Доусона Лири. Сериал был запущен в 1998 году и продолжался вплоть до 2003 года, на протяжении шести сезонов, собирая стабильные рейтинги.
В 1999 году Ван Дер Бик сыграл главную роль в молодёжной драме «Студенческая команда», которая имела успех в прокате, а Ван Дер Бик выиграл MTV Movie Awards за лучшую мужскую роль. В тот же период он был включен в список «Пятидесяти самых красивых людей в мире» по версии журнала People и продолжал сниматься в кино, в таких фильмах как провальный вестерн «Техасские рейнджеры», а также камео появление в «Очень страшное кино» и «Джей и Молчаливый Боб наносят ответный удар».
В 2002 году Ван Дер Бик снялся в фильме «Правила секса», экранизации одноимённой книги Брета Истона Эллиса. Хотя фильм не имел успеха в прокате, он впоследствии хорошо продавался на DVD. В 2006 году он снялся в триллере «Чума», обошедшем прокат и изданном сразу на видео.
После завершения сериала Ван Дер Бик вернулся на бродвей в постановке Rain Dance. В последующие годы он несколько раз появился на телевидении в сериалах «Дурнушка», «Мыслить как преступник», «Как я встретил вашу маму», «Холм одного дерева» и «Медиум». В 2009 году он снялся в снятом специально для женского кабельного канала Lifetime «Похищена средь бела дня». В 2010 году он появился в нескольких эпизодах недолго просуществовавшей медицинской драмы «Милосердие».
В 2012 году Джеймс Ван Дер Бик сыграл роль Джеймса Ван Дер Бика, гипертрофированной версии самого себя в ситкоме «Не верь с*** из квартиры 23» с Кристен Риттер.

## Личная жизнь
В июле 2003 года ван дер Бик женился на актрисе Хизер Маккомб. В июне 2009 года актёр сообщил, что они расстались, прожив вместе почти 6 лет, и 20 ноября 2009 года Джеймс подал на развод, который состоялся 31 марта 2010 года.
9 апреля 2010 года в своём Твиттере актёр сообщил, что его возлюбленная, бизнес-консультант Кимберли Брук, ожидает их совместного первенца (как выяснилось, девочку). 1 августа 2010 года прошла небольшая свадьба в храме Каббалы рядом с отелем «Dizengoff Plaza» в Тель-Авиве, в Израиле, так как Кимберли — иудейка. Дочка, которую назвали Оливией ван дер Бик, родилась 25 сентября 2010 года. 13 марта 2012 года у пары родился сын Джошуа ван дер Бик. 25 января 2014 года родилась их вторая дочь, Аннабел Лия ван дер Бик. 23 марта 2016 года у пары родился четвёртый ребёнок — дочь Эмилия ван дер Бик. 15 июня 2018 года у них родился пятый ребёнок — дочь Гвендолин ван дер Бик. 10 октября 2019 года супруги объявили о шестой беременности. 19 ноября 2019 года Джеймс сообщил печальную новость на своей странице в социальной сети, что у его жены случился выкидыш, который чуть не унёс её жизнь. В ноябре 2021 года у пары родился шестой ребёнок — сын Джеремайя (Реми) ван дер Бик.

## Фильмография
| Год       |     | Русское название                            | Оригинальное название                 | Роль                      |
| --------- | --- | ------------------------------------------- | ------------------------------------- | ------------------------- |
| 1986      | мф  | Небесный замок Лапута                       | 天空の城ラピュタ                      | Пазу                      |
| 1993      | с   | Кларисса                                    | Clarissa Explains It All              | Поли                      |
| 1995      | ф   | Ангус                                       | Angus                                 | Рик Сэнфорд               |
| 1995      | с   | Как вращается мир                           | As the World Turns                    | Стивен Андерсон           |
| 1996      | с   | Чужие в семье                               | Aliens in the Family                  | Итан                      |
| 1996      | ф   | Люблю тебя, не люблю тебя                   | I Love You, I Love You Not            | Тони                      |
| 1998      | ф   | Отчаянный сезон                             | Harvest                               | Джеймс Питерсон           |
| 1998—2003 | с   | Бухта Доусона                               | Dawson’s Creek                        | Доусон Лири               |
| 1999      | ф   | Студенческая команда                        | Varsity Blues                         | Джонатан «Мокс» Моксон    |
| 1999      | с   | Субботним вечером в прямом эфире            | Saturday Night Live                   | разные персонажи          |
| 2000      | ф   | Очень страшное кино                         | Scary Movie                           | Доусон Лири               |
| 2001      | ф   | Техасские рейнджеры                         | Texas Rangers                         | Линкольн Роджерс Даннисон |
| 2001      | ф   | Джей и Молчаливый Боб наносят ответный удар | Jay and Silent Bob Strike Back        | в роли самого себя        |
| 2002      | ф   | Правила секса                               | Rules of Attraction                   | Шон Бейтман               |
| 2005      | ф   | Без оглядки                                 | Standing Still                        | Саймон                    |
| 2005      | с   | —                                           | Three                                 | Джон-О                    |
| 2006      | мс  | Робоцып                                     | Robot Chicken                         | разные персонажи          |
| 2006      | в   | Чума                                        | The Plague                            | Том Рассел                |
| 2006      | тф  | —                                           | Sex, Power, Love & Politics           | Оззи                      |
| 2007      | с   | Мыслить как преступник                      | Criminal Minds                        | Тобайас Хенкел / Рафаил   |
| 2007      | ф   | Последний черновик                          | Final Draft                           | Пол Твист                 |
| 2007      | с   | Дурнушка                                    | Ugly Betty                            | Люк Карнс                 |
| 2007      | тф  | Око зверя                                   | Eye of the Beast                      | Дэн Лиланд                |
| 2007      | тф  | Футбольные жёны                             | Football Wives                        | Брайан Рейнольдс          |
| 2008—2009 | с   | Холм одного дерева                          | One Tree Hill                         | Адам Риз                  |
| 2008—2013 | с   | Как я встретил вашу маму                    | How I Met Your Mother                 | Саймон Трембли            |
| 2009      | тф  | Похищена средь бела дня                     | Taken in Broad Daylight               | Тони Заппа                |
| 2009      | тф  | Ева Адамс                                   | Eva Adams                             | Коннор Страйкс            |
| 2009      | с   | Медиум                                      | Medium                                | Дилан Хойт                |
| 2009      | ф   | Предательство Формозы                       | Formosa Betrayed                      | Джейк Келли               |
| 2009      | с   | Шторм                                       | The Storm                             | доктор Джонатан Керк      |
| 2009      | ф   | Мальчик в коробке                           | Stolen                                | Диплома / Роджиани        |
| 2009      | с   | Забытые                                     | The Forgotten                         | Джадд Шоу                 |
| 2009      | тф  | Миссис Чудо                                 | Mrs. Miracle                          | Сет Уэбстер               |
| 2010      | ф   | Большой взрыв                               | The Big Bang                          | Адам Нова                 |
| 2010      | с   | Милосердие                                  | Mercy                                 | доктор Джо Бриггс         |
| 2010      | кор | —                                           | Inspired by Bret Easton Ellis         | Шон Бейтман               |
| 2011      | кор | —                                           | Asshole For Hire                      | н/д                       |
| 2011      | кор | —                                           | DILF Khakis                           | н/д                       |
| 2011      | с   | Закон и порядок: Преступное намерение       | Law & Order: Criminal Intent          | Рекс Темлин               |
| 2011      | с   | Компаньоны                                  | Franklin & Bash                       | Нейтан                    |
| 2011      | тф  | Жестокие игры                               | Salem Falls                           | Джек Макбрадден           |
| 2012      | с   | Закон и порядок: Специальный корпус         | Law & Order: Special Victims Unit     | Шон Альберт               |
| 2012      | ф   | Назад                                       | Backwards                             | Джефф                     |
| 2012—2013 | с   | Не верь с*** из квартиры 23                 | Don’t Trust the B---- in Apartment 23 | в роли самого себя        |
| 2013      | кор | Магический браслет                          | The Magic Bracelet                    | Джо                       |
| 2013      | ф   | День труда                                  | Labor Day                             | офицер Тредуэлл           |
| 2014      | с   | У друзей жизнь лучше                        | Friends with Better Lives             | Уилл Стоукс               |
| 2015      | кор | Могучие/рейнджеры                           | Power/Rangers                         | Роки                      |
| 2015      | кор | —                                           | Indiana Home Shopping                 | н/д                       |
| 2015—2016 | с   | C.S.I.: Киберпространство                   | CSI: Cyber                            | Элайджа Мундо             |
| 2017      | с   | —                                           | Carters Get Rich                      | Трент Зебриски            |
| 2017      | с   | Комната 104                                 | Room 104                              | Скотт                     |
| 2017      | ф   | Короче                                      | Downsizing                            | анестезиолог              |
| 2017      | с   | Что бы сделал Дипло?                        | What Would Diplo Do?                  | Дипло                     |
| 2017      | тф  | —                                           | Sea Oak                               | мистер Френдт             |
| 2017      | с   | Американская семейка                        | Modern Family                         | Бо Джонсон                |
| 2017—2019 | мс  | Удивительная Ви                             | Vampirina                             | Борис Хаунтли             |
| 2018      | с   | Поза                                        | Pose                                  | Мэтт Бромли               |
| 2019      | ф   | Джей и Молчаливый Боб: Перезагрузка         | Jay and Silent Bob Reboot             | в роли самого себя        |
| 2020      | ф   | Мои волосы хотят убивать                    | Bad Hair                              | Грант Мэдисон             |
| 2020      | с   | —                                           | Princess Bride                        | принц Хампердинк          |

## Награды и номинации
| Год  | Премия                           | Номинация                           | Фильм/сериал          | Результат |
| ---- | -------------------------------- | ----------------------------------- | --------------------- | --------- |
| 1999 | Teen Choice Awards               | Выбор — телевизионный актёр         | Бухта Доусона         | Номинация |
| 1999 | Teen Choice Awards               | Роль-прорыв в кино                  | Студенческая команда  | Победа    |
| 1999 | MTV Movie Awards                 | Лучший прорыв года                  | Студенческая команда  | Победа    |
| 2001 | MTV Movie Awards                 | Лучшее камео                        | Очень страшное кино   | Победа    |
| 2000 | Blockbuster Entertainment Awards | Любимый актёр-новичок (в интернете) | Студенческая команда  | Номинация |
| 2009 | San Diego Film Festival          | Лучший актёр                        | Предательство Формозы | Победа    |
| 2011 | NewNowNext Awards                | #zOMG Internet Award                | JamesVanDerMemes.com  | Победа    |